# Symploce microphthalma
Symploce microphthalma är en kackerlacksart som beskrevs av Izquierdo och Rosalinda Medina Lemos 1992. Symploce microphthalma ingår i släktet Symploce och familjen småkackerlackor. Inga underarter finns listade i Catalogue of Life.

## Weblinks
- http://www.mapama.gob.es/es/biodiversidad/temas/inventarios-nacionales/Symploce_microphthalma_tcm7-187610.pdf (spanska)